# Ленинский район (Нижний Новгород)
Ле́нинский райо́н — один из восьми внутригородских районов в составе Нижнего Новгорода.
Площадь территории Ленинского района — 27,02 км² (7,3 % всей территории города).
Численность населения — 130 035 чел. (2023).

## Расположение района
Ленинский район расположен в Заречной части города, вдоль реки Оки, между Канавинским и Автозаводским районами.

## Микрорайоны и посёлки, входящие в состав Ленинского района
- Микрорайон Гвоздильный,
- Микрорайон Двигатель революции,
- Микрорайон Ипподром,
- Микрорайон Карповский,
- Микрорайон Красная Этна,
- Микрорайон Молитовский затон,
- Микрорайон Молитовский,
- Микрорайон Станкозавод,
- Посёлок Инструментальный,
- Посёлок Металлист.

## История района
Ленинский район был образован 21 февраля 1935 год. Постановлением Горьковского крайкома ВКП(б) и крайисполкома Канавинский район был разделён на два — Сталинский (от ярмарки до сада имени 1 Мая) и Ленинский (от сада имени 1 Мая до Автозаводского района). Во вновь образованный Ленинский район вошли следующие территории: на северной стороне — нечётная сторона улицы Октябрьской революции (от железной дороги, включая парк 1 Мая, до посёлка Кавказ); на востоке — вдоль берега Оки от посёлка Кавказ до посёлка Карповка; на юге — от территории завода «Двигатель революции» по лесу до железной дороги, включая посёлок имени Ворошилова; на западе — по железной дороге, в район входили посёлки Гвоздильный, Инструментальный, Кавказ, Костина, Металлист, Первомайка, Молитовка и Шувалово.
Историческое ядро района — посёлок Молитовка, где в конце XIX века была основана льноткацкая фабрика — Молитовская мануфактура (ныне — ОАО «Льнокомбинат „Техноткань“», в его зданиях размещается деловой центр «Бугров бизнес парк»).
Первые письменные свидетельства о русских поселениях будущего Ленинского района — Молитовке, Карповке, Борзовке, Савелковке относятся к XVI—XVII векам. Вероятно эти поселения возникли в XIV веке, так как в документах XVI—XVII веков упоминаются как давно существующие.

### Молитовка
Точная дата основания поселения неизвестна. Впервые Молитовка упоминается в Писцовой книге 1621 года. Владел селом помещик Мисюрь Соловцев.
Название селу дали бурлаки. По традиции они останавливались напротив Молитовки и молились на звон колоколов расположенной в устье реки Молитовки (ныне река Ржавка) церкви.
В конце XVII века в Молитовке насчитывалось 52 двора, а людей 327 душ.
Население Молитовки занималось земледелием. Сеяли хлеб, лён, сажали морковь, горох, свёклу. Одновременно занимались различными промыслами: женщины пряли лён, ткали холсты для себя и на продажу; мужчины заготавливали посуду из берёсты и дерева, плели лапти из лыка, делали кирпичи. Память об этом промысле сохранялась вплоть до середины 1940-х годов в названии трамвайной остановки, которую в народе называли «Кирпичики» (ныне остановка «Бульвар Заречный»).

### Карповка
К старейшим поселениям района относится Карповка. Существует несколько вариантов объяснения происхождения названия поселения:
- по имени первопоселенца бортника Карпа;
- раньше здесь было много заливных озёр, в которых водились крупные карпы.

В XVI веке деревня Карповка числилась в числе старых государственных бортных весей (население занималось сбором мёда диких пчёл). По описи деревни, составленной в 1588 году, всего в Карповке стояло 7 жилых домов.
В последние годы XVI века царь Борис Годунов пожаловал Карповку с окрестными землями дворянам братьям Василию, Андрею и Ортемию Гордеевым. Новые помещики построили здесь себе дома, поэтому деревня стала называться сельцом. В 1613 году в сельце имелось 3 помещичьих и 4 крестьянских двора. К концу XVII века Карповка стала более многолюдной: 13 дворов (всего 60 мужчин).
В XVIII веке Карповка находилась во владении нескольких помещиков, в том числе Белавиных, из рода которых вышел организатор Нижегородского отделения декабристского «Союза благоденствия» В. И. Белавин.
Селом Карповка стала в начале XVIII века, когда по указу Нижегородского епископа Питирима в целях борьбы со множившимся в округе старообрядчеством была построена деревянная Спасо-Преображенская церковь. Существующую ныне каменную Карповскую церковь возвели в 1817 году.
О сельском прошлом Карповки напоминает название Порядковой улицы (слово «улица» — городское, в селе Карповке, жители которого занимались крестьянским трудом, улицы по-деревенски назывались «порядками»). Небольшой кусочек старой Карповки остался на противоположной стороне ул. Новикова-Прибоя — улицы Балакирева и Суздальская.

### Деревня Борзовка
Среди старейших поселений на территории Ленинского района — деревня Борзовка (второе название этого поселения — Григорьево).
Она располагалась вдоль правого берега реки Борзовка.
Согласно Нижегородским платёжницам 7116 и 7120 годов, в начале XVII века деревня Борзовка относилась к Стрелицкому стану (Стрелице) Нижегородского уезда. Затем территория, на которой располагалась Борзовка, входила в состав Балахнинского уезда, а впоследствии вошла в состав Нижнего Новгорода.
Существует 3 варианта объяснения происхождения названия деревни:
- это было глухое лесное место, куда помещики приезжали готовить к охоте, борзовать собак;
- от названия протекающей рядом реки Борзовки, прозванной так за скорость своего течения («борзовошный» — быстрый);
- название характеризует жителей, основавших селение («борзовошный» — наглый, агрессивный), интересно, что Борзовка — единственное селение Заречной стороны, часть населения которого относилась к категории вольных хлебопашцев.

Жители Борзовки имели мало пригодной земли для занятия крестьянским трудом. Весной восточное поле всегда заливалось, много места было занято болотами и лесом. Неудивительно, что уже к середине XIX век а Борзовка имела зарождавшуюся промышленность: здесь были 2 пристани для погрузки леса, сталелитейная и гвоздильная мануфактуры. На берегу Оки располагалось несколько кузниц, принадлежавших купцу Вяхиреву. Несколько позже Вяхирев принялся строить баржи и лодки. Было развито прядильное производство. Кроме того, все женщины деревни пряли лён и ткали полотно на продажу, имелись 2 канатные мастерские. На месте Молитовского затона до 1887 года было озеро, в котором борзовские крестьяне ловили рыбу.
- Улица Космонавта Комарова
- Железная дорога на улице Космонавта Комарова
- Улица Глеба Успенского. Гаражи на берегу Борзовки

### Деревня Савелковка
В Писцовой книге 1621 года упоминается ещё одно поселение — деревня Савелковка. Располагалась Савеловка между Кунавинской слободой, Молитовкой и деревней Ратмановой (Ратманихой). Больше об этом населённом пункте нет никаких сведений. Можно лишь предположить, что в своём названии деревня сохранила имя Савелко (уменьшительное от имени Савелий).

### Посёлок Кавказ
В середине XIX века на берегу Оки, на песках между Молитовкой и Кунавинской слободой появляется посёлок Кавказ. Жители посёлка трудились на канавинских заводах, лесном заводе акционерного общества «Сосна» (основан в 1897 году) и Молитовской льнопрядильной фабрике.
Объяснений, почему посёлок назвали Кавказ, имеется целых два. Первое основано на легенде. Якобы в старину здесь прятались разбойники, грабящие проходящие купеческие обозы. На языке разбойников грабить — означает хапать, а вместо слова добыча употреблялось — каза или хаза. В память о разбойниках жители назвали новый посёлок сочетанием слов хапать казну — Хапказ или Кавказ. Другое объяснение более прозаическое. Так как посёлок лежал на отдалённой окраине Канавина, тогдашнего центра Заречья, и состоял из землянок и жалких хибарок, слепленных из строительных отходов, то и заслужил от народа за свою убогость и отдалённость ироничное название Кавказ, то есть ссылка.

## Население
| 1970     | 1979     | 1989     | 2002     | 2009     | 2010     | 2012     |
| -------- | -------- | -------- | -------- | -------- | -------- | -------- |
| 180 605  | ↗181 784 | ↘176 991 | ↘152 951 | ↘145 379 | ↘142 368 | ↘141 523 |
| 2013     | 2014     | 2015     | 2016     | 2017     | 2018     | 2019     |
| ↘141 509 | ↗141 653 | ↗141 736 | ↗141 738 | ↘141 391 | ↗141 437 | ↘140 544 |
| 2020     | 2021     | 2023     |          |          |          |          |
| ↘140 177 | ↘131 741 | ↘130 035 |          |          |          |          |

## Экономика

### Промышленные, научно-промышленные и транспортные предприятия
- АО ПКО «Теплообменник (предприятие)»
- ОАО «Завод Красная Этна»
- ОАО «РУМО» (ранее — завод «Двигатель революции»)
- ФГУП НПП «Полёт»
- Филиал «Волга» ООО «Объединённые Пивоварни Хейнекен»
- Филиал компании «Кока-Кола ЭйчБиСи Евразия»
- ОАО «Завод электромонтажных инструментов»
- Нижегородский филиал ЗАО «Хромтан» — предприятие по обработке кожи, основано в 1916 году.
- Филиал ОАО «Российские железные дороги» — Горьковская железная дорога
- ЗАО «Нижегородский завод фрезерных станков»

### Транспорт
Автобусный транспорт. Автобусные перевозки осуществляются муниципальными автобусами (ЛиАЗ и МАЗ) и частными маршрутными такси (ПАЗ-3204, ПАЗ «Вектор»). Городской автобусный транспорт связывает Ленинский район со всеми районами Нижнего Новгорода. Почти все автобусы через Ленинский район следуют транзитом. Конечную остановку — посёлок Дачный в Ленинском районе имеет лишь маршруты № А-19 (следует в посёлок Высоково) и т-88 (маршрутное такси), также исключительно по Ленинскому району проложен маршрут № А-23а Ул. Памирская — завод «Красная Этна», временно заменивший троллейбусный маршрут № 23, закрытый по причине строительства метромоста и эстакады в Канавинском районе. Станцию метро «Пролетарская» с автостанцией города Кстово соединяет маршрутное такси № т-300.
Троллейбус. В Ленинском районе (проспект Ленина, 87 Б) расположено Троллейбусное депо № 3 Нижнего Новгорода, обслуживающее троллейбусные маршруты, проложенные главным образом по территории соседнего Автозаводского района. От конечной остановки «Станция метро „Пролетарская“» (на проспекте Ленина) в Автозаводский район следуют троллейбусные маршруты № 11 (до микрорайона Соцгород II), № 12 (до улицы Патриотов), а также транзитом через остановку «Станция метро „Пролетарская“» проложен маршрут № 2, следующий от станции Счастливой через микрорайон Северный к станции метро «Пролетарской», далее — по проспекту Ленина, улице Веденяпина до улицы Минеева. Маршрут № 2 образован в результате слияния троллейбусных маршрутов № 2 и 19. Также по территории Ленинского района проходили два маршрута троллейбусов Троллейбусного депо № 2 — № 18 «Ул. Памирская — микрорайон Мещерское озеро» и № 23 «Ул. Памирская — завод „Красная Этна“». Маршруты были закрыты осенью 2008 года по причине строительства метромоста и эстакады в Канавинском районе. После окончания строительства метромоста эти маршруты не были восстановлены. Троллейбус № 23 временно заменён автобусом № 23а.
Трамвай. На территории Ленинского района находится крупная трамвайная развязка «Комсомольская площадь». Через неё и далее по Молитовскому мосту следует трамвайный маршрут № 27, связывающий Московский вокзал с нагорной частью Нижнего Новгорода. Также через Комсомольскую площадь и Молитовский мост проходит маршрут трамвая № 21, связывающий Ленинский район с Нижегородским: «Парк „Дубки“ — Чёрный пруд», трамвайный маршрут № 3 связывает Ленинский район с Московским вокзалом. По территории Ленинского района проложен маршрут трамвая № 417 Московский вокзал — улица Игарская — 52 квартал (Автозаводский район). Это самый протяжённый в городе трамвайный маршрут, получившийся в результате объединения маршрутов № 4 и 17. Также в Ленинском районе начинается трамвайный маршрут № 8 «Ул. Игарская — пос. Гнилицы» (Автозаводский район).
Метрополитен. На территории Ленинского района находятся 4 станции Автозаводской линии Нижегородского метрополитена: «Ленинская» (в начале проспекта Ленина, на границе с Канавинским районом), «Заречная» (на пересечении проспекта Ленина и улицы Комарова), «Двигатель Революции» (в районе городской больницы № 33, на пересечении проспекта Ленина и Норильской улицы), «Пролетарская» (в районе развязки на пересечении проспекта Ленина, улицы Новикова-Прибоя и улицы Переходникова). За станцией «Пролетарской», в сторону станции «Автозаводской», от обоих путей линии отходят соединительные ветви в электродепо «Пролетарское», находящееся на границе Ленинского и Автозаводского районов.

### Торговля
На территории Ленинского района расположены крупные предприятия торговли: универмаг «Муравей», строительный гипермаркет «Максидом», гипермаркет «О’кей», рынок «Заречный», рынок «Комсомолка», ТЦ «АвтоМОЛЛ».

## Образование
Система муниципальных образовательных учреждений района включает 63 учреждения, из них:
— 37 дошкольных образовательных учреждений;
— 19 общеобразовательных полных средних школ, в том числе с углублённым изучением отдельных предметов (№ 91, 100, 101, 185), лицей № 180, гимназия № 184, вечерняя (сменная) общеобразовательная школа № 28, школа-интернат № 6, специальная (коррекционная) школа VIII вида № 107, межшкольный учебный комбинат, центр дополнительного образования детей.
На территории Ленинского района расположен учебный корпус Института экономики и предпринимательства Нижегородского государственного университета им. Н. И. Лобачевского (бывший Нижегородский коммерческий институт).

## Культура и досуг

### Театры, дома культуры
- МБУК Театр музыкально-пластической драмы «Преображение»
- Дом культуры «РУМО» («Двигатель революции»)

### Кинотеатры
- «Каро-Фильм. Россия» (не функционирует. Работает только фудкорт)

### Парки, скверы, зоны отдыха
- Парк «Дубки». Площадь ландшафтного парка — около 19,5 га. Основу составляет часть естественной дубравы, древнего монастырского леса. 13 % всех деревьев занимают дубы (596 единиц).
- парк Станкозавода (бывший парк имени Маяковского).
- Пляжная зона реки Оки.
- Пляжная зона Силикатного озера.
- Сквер имени Луначарского.

### Спортивные сооружения
- Дворец спорта для детей и юношества «Заречье»
- Физкультурно-оздоровительный комплекс ОАО «Теплообменник».
- Спортивный клуб «Энергия».
- Стадион «Этна».
- Детско-юношеская спортивная школа № 7 (СДЮСШОР № 7).

## Храмы, памятники истории и архитектуры

### Конфессиональные сооружения
Православные храмы 
- Спасо-Преображенская (Карповская) церковь (1817 г., памятник архитектуры регионального значения).
- Церковь в честь иконы Пресвятой Богородицы «Умиление» (2010 г.).

 Мечеть 
- Мечеть им. муфтия Абдулвахида Сулеймани (1994 г.).

 Культовые сооружения иных конфессий 
- Дом собраний Церкви Иисуса Христа Святых последних дней (мормонов).

### Памятники гражданской и промышленной архитектуры, инженерного искусства
- Комплекс Нижегородской льнопрядильной мануфактуры:

— заводская контора (1898—1899) — Мотальный пер., 6,
— склад (1899 год) — пер. Мотальный, 10 (литера А)
— здание школы (1909—1910 гг., архитектор Н. М. Вешняков) — ул. Даргомыжского, 11а, Трамвайная ул., 68.
- Жилой дом с кинотеатром «Искра» (архитектор Л. А. Нифонтов, 1956 год) — ул. Октябрьской Революции, 96/12.
- Электростанция завода «Этна» (1910-е гг.) — Порт-Артурская ул., 1.

### Объекты, представляющие исторический и архитектурный интерес, не включённые в федеральный и региональный перечни охраняемых объектов
- Школа им. 17-го партсъезда (1936 г., ныне — школа № 101).
- Дворец культуры «Двигатель революции» (30-е гг. XX в.). ул. Адмирала Нахимова, 1
- Дворец культуры «Красная этна» (1957 г.). ул. Премудрова, 8
- Контора кожзавода (конец XIX в.).

### Мемориалы, памятники известным людям и памятные знаки
- Памятники В. И. Ленину: ул. Адмирала Нахимова, 13 (1953 г.); Мотальный пер., 6; ул. Июльских дней, 1 (территория завода спецавтомобилей); проспект Ленина, 46.
- Памятник С. М. Кирову — Кировская ул.
- Памятный знак в честь космонавта Владимира Комарова — проспект Ленина, в начале улицы Комарова.
- Мемориальный комплекс «Родина-мать» на территории воинского захоронения (1965 г.) — кладбище «Красная этна», Удмуртская ул., 2в.
- Обелиск воинам, погибшим в годы Великой Отечественной войны — Памирская ул.
- Памятник солдатам 322-й Житомирской Краснознамённой ордена Суворова стрелковой дивизии, погибшим в годы Великой Отечественной войны 1941—1945 гг. — ул. Комарова, 6.
- Стела «Погибшим воинам-работникам завода спецавтомобилей в годы Великой Отечественной войны» — ул. Июльских дней, 1.
- Стела в часть учеников и учителей школы № 97, погибших в годы Великой Отечественной войны (1968 г.) — ул. Июльских дней, 10/1.
- Стела памяти погибшим в годы Великой Отечественной войны работникам завода «Волга» — Воротынская ул., 3.
- Стела памяти погибшим в годы Великой Отечественной войны работникам завода «Хромтан» — ул. Шекспира, 10.
- Стела «Подвиг народа бессмертен» (1975 г.) — проспект Ленина, в начале улицы Дружбы.
- Стела памяти героям фронта и тыла (1985 г.) — проспект Ленина, 93 (перед проходной ОАО «Теплообменник»).
- Памятник павшим в годы Великой Отечественной войны 1941—1945 гг. — ул. Адмирала Нахимова, 13 (перед главной проходной ОАО «РУМО»(«Двигатель революции»).
- Стела на аллее Славы завода «Красная этна» — Порт-Артурская ул., 1.
- Стела павшим в годы Великой Отечественной войны героям — ученикам и учителям школы № 123 (1979 г.) — ул. Дружбы, 50.
- Памятник погибшим воинам в годы Великой Отечественной войны 160/89 Белгородско-Харьковской стрелковой дивизии (1966 г.) — Норильская ул., 1.
- Памятник Герою Советского Союза Юрию Смирнову и воинам, погибшим в годы в годы Великой Отечественной войны (2008 г.) — проспект Ленина, 55/3 (территория школы № 60).
- Памятник погибшим работникам РЭБ флота имени 25 летия Октября в годы Великой Отечественной войны (2005 г.) — Каширская ул., 58.
- Стела «Труженикам тыла» — проспект Ленина, 46.
- Памятник участникам Великой Отечественной войны (1966 г.) — ул. Героя Чугунова, 9 (территория школы № 175).
- Стела жителям Ленинского района — участникам Великой Отечественной войны — ул. Героя Чугунова, 7.
- Памятник участникам локальных событий (2000 г.) — Заречный бульвар, 16 (территория школы № 106).
- Памятник жителям блокадного Ленинграда (1995 г.) — ул. Академика Баха, 6 (территория школы № 185).
- Памятный знак, вероятно, на могиле первого руководителя Молитовской льнопрядильной фабрики Михаила Сергеевича Шальнова (1885—1923) — ул. Делегатская, сквер[21]

## Известные жители Ленинского района
- Елисеев, Николай Трофимович (1911—1967) — коренной нижегородец, участник Великой Отечественной войны, штурман 142-го гвардейского штурмового авиаполка, гвардии майор, Герой Советского Союза. К маю 1945 года совершил 143 боевых вылета на штурмовку аэродромов, скоплений живой силы и техники противника. Уничтожил на земле 5 и сбил в воздушном бою 2 самолёта, подбил 38 вражеских танков. В послевоенные годы проживал в Ленинском районе, в доме № 15 по ул. Чугунова, похоронен на кладбище «Красная Этна».
- Попов, Иван Петрович (1923—1943) — участник Великой Отечественной войны, гвардии младший сержант пешей разведки 212-го гвардейского стрелкового полка 75-й гвардейской стрелковой дивизии 60-й армии, Герой Советского Союза. Родился в посёлке Карповка.
- Смирнов, Юрий Васильевич (1925—1944) — Герой Советского Союза, участник Великой Отечественной войны, гвардии младший сержант, стрелок.

## Экология
В Ленинском районе самая низкая в Нижнем Новгороде обеспеченность зелёными насаждениями общего пользования в расчёте на одного жителя: 3,4 м²/чел. (норматив — 16 м²/чел.).
По состоянию на октябрь 2009 года 80 % придворовых территорий находятся в неудовлетворительном состоянии.